# Даниловское сельское поселение (Кировская область)
Даниловское сельское поселение  — муниципальное образование в составе Мурашинского района Кировской области России, существовавшее в 2006 — 2012 годах.
Центр — деревня Даниловка.

## История
Даниловское сельское поселение образовано 1 января 2006 года согласно Закону Кировской области от 07.12.2004 № 284-ЗО.
Законом Кировской области от 28 апреля 2012 года № 141-ЗО поселение было упразднено, все населённые пункты включены в состав  Мурашинского сельского поселения.

## Состав
В состав поселения входили 2 населённых пункта:
- деревня Даниловка
- посёлок Новый